# Narodni park Unzen-Amakusa
Narodni park Unzen-Amakusa (雲仙天草国立公園, Unzen-Amakusa Kokuritsu Kōen) je narodni park v prefekturah Nagasaki, Kumamoto in Kagošima na Japonskem. Park, ki je bil ustanovljen leta 1934, je dobil ime po gori Unzen, aktivnem vulkanu na sredini polotoka Šimabara, in otokih Amakusa v morju Jatsuširo. Območje je tesno povezano z zgodnjo zgodovino krščanstva na Japonskem, park pa obsega številna območja, povezana s Kakure Kirišitan.

## Zgodovina
Park je bil leta 1934 ustanovljen kot Narodni park Unzen in se je po razširitvi leta 1956 preimenoval v Nacionalni park Unzen-Amakusa.

## Pokrajina
Zaradi vulkanske dejavnosti okoli Unzena je na tem območju veliko vročih vrelcev (onsen). Območje Amakusa na jugu narodnega parka pa je arhipelag, ki ga sestavlja 120 otokov z razgibano obalo. Na zahodni obali otoka Šimo-šima (上島) je zaliv Mjōken, označen kot slikovita točka.

## Rastlinstvo in živalstvo
Območje narodnega parka Unzen-Amakusa je razdeljeno na tri vegetacijske cone:
- Poletni zeleni listopadni gozd nad ok. 950 m nadmorske višine
- Mešani gozd med ok. 600 in 950 m nadmorske višine
- Zimzeleni listopadni gozd pod ok. 600 m nadmorske višine

- Vulkan Unzen
- Modrobela mušnica (Cyanoptila cyanomelana)

## Turizem
Letno število obiskovalcev je bilo nazadnje 6,65 milijona (od leta 2013).